# Prometheus (personaje)
Prometheus es el nombre de dos personajes ficticios que aparecen en los cómics estadounidenses publicados por Marvel Comics. El primero está basado en el titán griego del mismo nombre mientras que el segundo es miembro del Panteón.

## Historial de publicaciones
El mitológico Prometeo apareció por primera vez en The Avengers #282 y fue adaptado por Roger Stern y John Buscema.
La versión Pantheon de Prometheus apareció por primera vez en The Incredible Hulk vol. 2 #368 y fue creado por Peter David.

## Biografía ficticia

### Prometheus (Olímpico)
Prometheus es uno de los titanes de la mitología griega e hijo de Jápeto. Entre sus hermanos se encontraban Atlas, Menoetius y Epimetheus. Cuando el gobierno de su tío Cronos es desafiado por Zeus, Prometheus y Epimetheus se ponen del lado de los Olímpicos, mientras que Atlas y Menoetius se ponen del lado de Cronos. Con la ayuda de Prometheus y Epimeteo, los olímpicos derrotan a los titanes. Prometheus y Epimeteo se interesan por la humanidad y se convierten en gobernantes conjuntos de Ftía. Más tarde, Prometeo aprende varias habilidades de Atenea que conciernen a Zeus. Cuando Prometheus toma el fuego de los dioses y enseña a los humanos a cocinar, Zeus hace que Kratos y Bia aten a Prometheus a un pilar en las montañas del Cáucaso usando cadenas forjadas por Hephaestus. Zeus también hace que un águila picotee el hígado de Prometheus, que vuelve a crecer cada noche. Zeus se ofrece a acortar su vida encadenado a un pilar si Prometheus le da la visión de la profecía que algún día destronará a Zeus. Siete generaciones después, Hércules se encuentra con Prometheus durante sus 12 Trabajos cuando se dirigía a las Amazonas. Hércules mata al águila y luego libera a Prometheus. Zeus al principio se opone a esto, pero decide poner fin al castigo de Prometheus. Prometheus previó este evento y promete pagarle a Hércules algún día.
En la era moderna, Hércules resulta herido en una pelea con los Maestros del Mal del Barón Helmut Zemo, donde Mamba Negra droga a Hércules, lo que lo hace lanzarse a la batalla. Cuando Zeus (que no sabía que los Maestros del Mal eran responsables de que Hércules terminara en coma) hace que Neptuno abduzca a Namor y lo lleve al inframundo, Prometheus logra curar a Namor después de que escapó de Cerberus y cruzó el río Flegetonte. Luego dirige a Namor hacia donde están retenidos los otros Vengadores, que resulta ser la Guarnición de los Malditos en la Fortaleza Tartarus.Luego, los Vengadores se dirigen al Monte Olimpo, donde Prometheus les habla mientras están en el bosque. Zeus alcanza a los Vengadores mientras el Doctor Druid cura el cerebro de Hércules, Prometheus declara que la batalla entre el hombre y los dioses ha comenzado.Mientras Zeus continúa su lucha con los Vengadores, Hera se pone del lado de Prometheus y Hermes. Prometheus cura al Capitán América y al Doctor Druid antes de probar suerte para curar a Hércules, donde el Doctor Druid y Apolo fracasaron. Siguiendo el consejo de Hermes, Prometheus pide la ayuda de Gea para hacerlo mientras Thor y la Capitana Marvel continúan su lucha con Zeus. Cuando la Capitana Marvel intenta atacar a Zeus, la luz cegadora que emite distrae a Prometheus, lo que hace que Hércules reviva en un estado de paranoia, en el que ataca a Prometheus.Sin embargo, el Doctor Druid logra curar completamente la mente de Hércules. Después de que se detuvo el ataque de Zeus, llega Prometheus, mostrando signos de envejecimiento y parte de su cabello se vuelve blanco. Luego, Prometheus asiste a una recepción en el Monte Olimpo. Antes de teletransportar a los Vengadores, Prometheus les advierte que les esperan muchos desafíos y que uno de ellos pondrá a prueba a la humanidad.

### Prometheus (Panteón)
Prometheus es miembro de la familia ficticia de superhéroes Panteón. El Panteón está dirigido por Agamenón, el padre de todos sus miembros superpoderosos. Prometheus nace con el rostro deformado que parece quemado. Conduce un vehículo de muy alta tecnología creado por los ingenieros de Panteón, llamado Argo, y debutó intentando secuestrar a Bruce Banner (el alter ego de Hulk).
Más tarde ayuda a Hulk transportando a su esposa, Betty Banner. Él espera que ella reaccione mal ante su cara quemada, pero en cambio ella insulta su hábito de fumar.
Prometheus se caracteriza por ser un excelente rastreador, incluso a distancias interestelares. Utiliza esto como parte de una misión para ayudar a su compañero miembro del Panteón, Atalanta. Mientras la rescatan, descubren que Agamenón había obtenido sus recursos vendiendo a sus futuros descendientes.
Debido a esto, Agamenón es capturado y juzgado. Habiendo revelado que está loco, desata a sus 'Caballeros Sin Fin', cyborgs hechos de sus hijos muertos. Durante la batalla, Hulk le confía a Prometheus la seguridad de Betty.

## Poderes y habilidades
La versión olímpica de Prometheus tiene superfuerza, un factor curativo y precognición.
El Pantheon Prometheus tiene habilidades de seguimiento expertas. Al igual que los demás miembros del Pantheon, Prometheus posee un factor curativo.